# Kanaalweg (waterschap)
De Kanaalweg is een voormalig waterschap in de provincie Groningen.
De vereniging Plaatselijk Belang in Vriescheloo vormde in 1917 een comité om een waterschap op te richten, met als taak de dijk aan de oostzijde van het Verenigd kanaal en de Pastorieweg te verharden. In 1922 was het zover. De gemeente Bellingwolde en het waterschap Vijf Venen verhardden gedeelten, maar het waterschap zelf heeft nooit als zodanig gefunctioneerd. De wegen worden sinds 2018 onderhouden door de gemeente Westerwolde.